# Dynamitfischerei

Dynamitfischerei

Als Dynamitfischen bezeichnet man das Fischen mit Sprengsätzen. Explosivstoffe werden in das Gewässer verbracht, wodurch eine Vielzahl von Lebewesen, unter anderem essbare Tiere, stirbt und abgefischt werden kann. Heute wird dazu oft nicht mehr Dynamit verwendet, sondern andere, stärkere oder leichter herzustellende Sprengstoffe. Auch das Fischen mit Handgranaten oder militärischen Sprengwaffen fällt hierunter.
Dynamitfischerei ist in fast allen Staaten der Erde verboten oder geächtet.

## Funktionsweise
Es wird ein wasserdichter und beschwerter Sprengsatz ins Wasser geworfen, der absinkt und unter der Oberfläche explodiert. Je nach Sprengsatz, Tiefe und Entfernung der Fische zur Explosion werden diese durch die Druckwelle zerstört, getötet, schwimmunfähig gemacht oder betäubt. Der Effekt ist verheerender als eine vergleichbare Explosion an der Luft, da Wasser wie viele Flüssigkeiten praktisch inkompressibel ist und eine sehr viel größere Dichte als Luft hat. Manchmal werden die Fische vorher angefüttert, um einen Schwarm unter dem Boot zu versammeln.
Für den Fischer interessant sind nur Speisefische, die sich so weit vom Explosionszentrum befinden, dass sie schwimmunfähig oder betäubt werden, so dass sie mit Keschern eingesammelt werden können. Bei vielen dieser Fische ist jedoch die Schwimmblase geplatzt, sie sinken zu Boden. Zerstörte Fische, Nicht-Speisefische sowie alle anderen betroffenen Organismen werden zurückgelassen.

## Verbreitung des Dynamitfischens
In Europa war die Dynamitfischerei in Binnengewässern verstärkt in Nachkriegszeiten verbreitet, in denen weithin Nahrungsmangel herrschte und die Bevölkerung noch über Sprengstoff oder Granaten verfügte, die in den Kriegswirren beiseitegeschafft worden waren. Heute kommt Dynamitfischerei in Europa nicht mehr oder nur noch als seltene Straftat vor. Sie wird sehr hart bestraft, weil sie gegen mehrere Gesetze verstößt, darunter meist Besitz von Kriegswaffen, Herbeiführen einer Sprengstoffexplosion und Wilderei. In der EU ist der Einsatz von Sprengstoff beim Fang von Meerestieren durch Artikel 7 der Verordnung (EU) 2019/1241 verboten.
Dynamitfischerei ist heute vor allem in Südostasien sowie in einigen anderen Gebieten Asiens, in der Karibik und Afrika, aber auch in der Mittelmeerregion verbreitet, stark zunehmend ab etwa Mitte der 1980er Jahre. Die selbstgebastelten Sprengsätze (beispielsweise Ammoniumnitratdünger in Kunststoffkanistern) werden meist von einem Boot ins Wasser geschleudert, wo sie in mehreren Metern Tiefe schwimmend oder auf dem Grund explodieren. Die Gründe für diese illegale, nicht selektive Fangmethode liegen in der Armut der Bevölkerung und in mangelnder Bildung. In Unkenntnis der Ökosystemzusammenhänge wird die Methode als effektiv, fortschrittlich und gut betrachtet.

## Effektivität
Dynamitfischerei ist für Fischer sehr attraktiv, weil sich schnell eine große Menge Fisch fangen lässt. Sie ist billig, es sind keine Netze zu kaufen oder zu reparieren. Die Wartungsarbeiten an Land fallen kürzer aus. Fischen mit Sprengstoff ist aus Sicht der Fischer die effektivste verfügbare Methode. Direkt nach ihrer Einführung stellt sich schnell ein hoher Ertrag ein.
Aus ökologischer Sicht ist die Methode sehr ineffizient. Der Anteil der gefangenen Speisefische an der Zahl der geschädigten Individuen liegt im Promillebereich. Die meisten getöteten Tiere sind für den Fischer nicht interessant, mit dem Beifang vergleichbar oder sind andere Meeresbewohner wie Muscheln, Krustentiere, Weichtiere, Kleinlebewesen, Korallen usw. Auch im Masseanteil der durch die Explosion erreichten Speisefische liegt die Ausbeute bei maximal 30–40 %. Etwa ein Drittel der begehrten Fische sinkt unerreichbar auf den Meeresboden ab, ca. 10–20 % wird durch die Strömung abgetrieben und weitere ca. 10–20 % werden durch Raubfische entzogen. Hinzu kommt eine schwankende und schwer abzuschätzende Menge von Speisefischen, die sich in den Randbereichen der Druckwelle befinden, nur leicht geschädigt werden und später verenden.

## Gefahren und Umweltschäden
Die Schäden für die Umwelt sind sehr hoch. Durch den Sprengsatz werden alle Lebewesen getötet, egal ob sie für den menschlichen Verzehr geeignet sind. Vor allem wird auch der Nachwuchs getötet, so dass es sehr schnell zur Überfischung kommt. Giftige Reaktionsrückstände der Sprengsätze belasten das Wasser. Unterwasserlandschaften, Korallenriffe und Bewuchs werden oft irreversibel zerstört und entziehen der Neubesiedlung durch Fischschwärme die Grundlage. Viele Fischfanggebiete und Tauchplätze in ganz Südostasien wurden dadurch auf Jahre hinaus stark zerstört, bis hin zum Totalschaden. Viele der langsam wachsenden Korallen, vor allem die verzweigten Korallentypen, sind ein wichtiger Schutzbereich für Jungfische und Fischbrut und fehlen nun. Die meisten legalen und illegalen Fangmethoden können für sich allein betrachtet ein stabiles Ökosystem meist nicht zerstören. Es treten jedoch auch Synergieeffekte auf, wodurch in weiten, küstennahen Bereichen und Seen ehemals ausgezeichneter Fanggründe der Fischfang fast vollständig zusammengebrochen ist.
Weitere Gefahren sind mit Herstellung, Lagerung und Handel der Sprengsätze an Land verbunden. Oftmals kommen gesundheitsschädliche Chemikalien zum Einsatz. Gefahren für die Fischer sind zu nah an der Oberfläche oder im Boot explodierende Sprengsätze. Häufig sind Handamputationen, Erblindungen und andere Verletzungen. Seit etwa 2000 sorgten verstärkte Kontrollen gegenüber der Dynamitfischerei und Beschlagnahmungen für ein zunehmendes Ausweichen auf den illegalen Einsatz von Cyanid, besonders weil es lautlos anwendbar ist.
In einigen Gebieten Südostasiens wurde die Unterwasserwelt durch die Dynamitfischerei und die Korallenbleiche so gründlich zerstört, dass die Riffe abstarben und die Küste nicht mehr schützten. Die zusammengebrochenen Fischbestände waren hier noch das kleinste Problem. Denn das Meer spült den Lebensraum der Menschen fort, nachdem die Riffe die Küste nicht mehr schützen. Ein Ausweichen in andere Gebiete ist wegen der hohen Bevölkerungsdichte nicht möglich. So wurde der Wissenschaftler Wolf Hilbertz gebeten, vor der Küste Indonesiens künstliche Riffe aus Baustahl zu errichten.

## Kulturelle Bezüge
Die Handlung des Romans Raubfischer in Hellas von Werner Helwig spielt im Milieu der Dynamitfischer im Griechenland der frühen 1930er-Jahre. Der Roman wurde unter dem gleichen Titel 1959 von Horst Hächler mit Maria Schell und Cliff Robertson in den Hauptrollen verfilmt.
Der Tauchpionier Hans Hass nutzte bei seiner Ägäis-Expedition 1942 intensiv die schon damals illegale Technik des Dynamitfischens. Die Explosionen lockten Haie an, die Hass dann filmen konnte.
Auch Alfons Hochhauser, der Mitarbeiter von Hans Hass, hatte ein ambivalentes Verhältnis zur Dynamitfischerei.
Im Kinofilm Das Leben ist ohne Gnade von 1957 (ital. La grande strada azzurra) mit Yves Montand steht die Bombenfischerei im Mittelpunkt; Yves Montand spielt den Fischer Squarcio, einen liebenswürdigen Vater, der sich zwischen familiärer Verantwortung und dieser lebensgefährlichen Methode des Fischens aufreibt. Terence Hill (Mario Girotti) spielt in diesem Film eine Nebenrolle. 
Im Kinofilm Crocodile Dundee II mit Paul Hogan vertreibt sich der Protagonist die Zeit beim Dynamitfischen im Hudson River.
Im Kinofilm  Das große Rennen von Belleville fischen die Drillingsschwestern „Les Triplettes de Belleville“ mithilfe von Stabgranaten nach Fröschen im Teich.
Im Kinofilm Türkisch für Anfänger betreibt Cem Dynamitfischen, um Fische für das Abendbrot zu fangen.
Des Weiteren kommt Dynamitfischerei im Kinofilm Karbid und Sauerampfer (hier mit einer Ethin-Explosion) vor.